# Ethel Stark
Pour les articles homonymes, voir Stark.
Ethel Stark est une violoniste et chef d'orchestre québécoise née le 25 août 1910 à Montréal et décédée le 16 février 2012 à Montréal.

## Biographie
Née à Montréal le 25 août 1910, Ethel Strak est la fille d'Aldolph Stark, violoniste amateur, et de Laura Haupt. Elle commence son éducation musicale à l'âge de 9 ans auprès du violoniste Alfred DeSève. Elle poursuit son apprentissage auprès de Saul Brant au conservatoire de l'Université McGill. Vers 1928, elle est acceptée à l'insitut Curtis de musique de Philadelphie et devient, du même coup, la première femme canadienne à y être admise. où Lea Luboshutz lui enseigne le violon, Louis Bailly, la musique de chambre, et Arthur Rodzinski et Fritz Reiner, la direction d'orchestre. Elle gradue de l'institut Curtis en 1934. Elle joue avec le New York' Women's Chamber Orchestra entre 1938 et 1940.

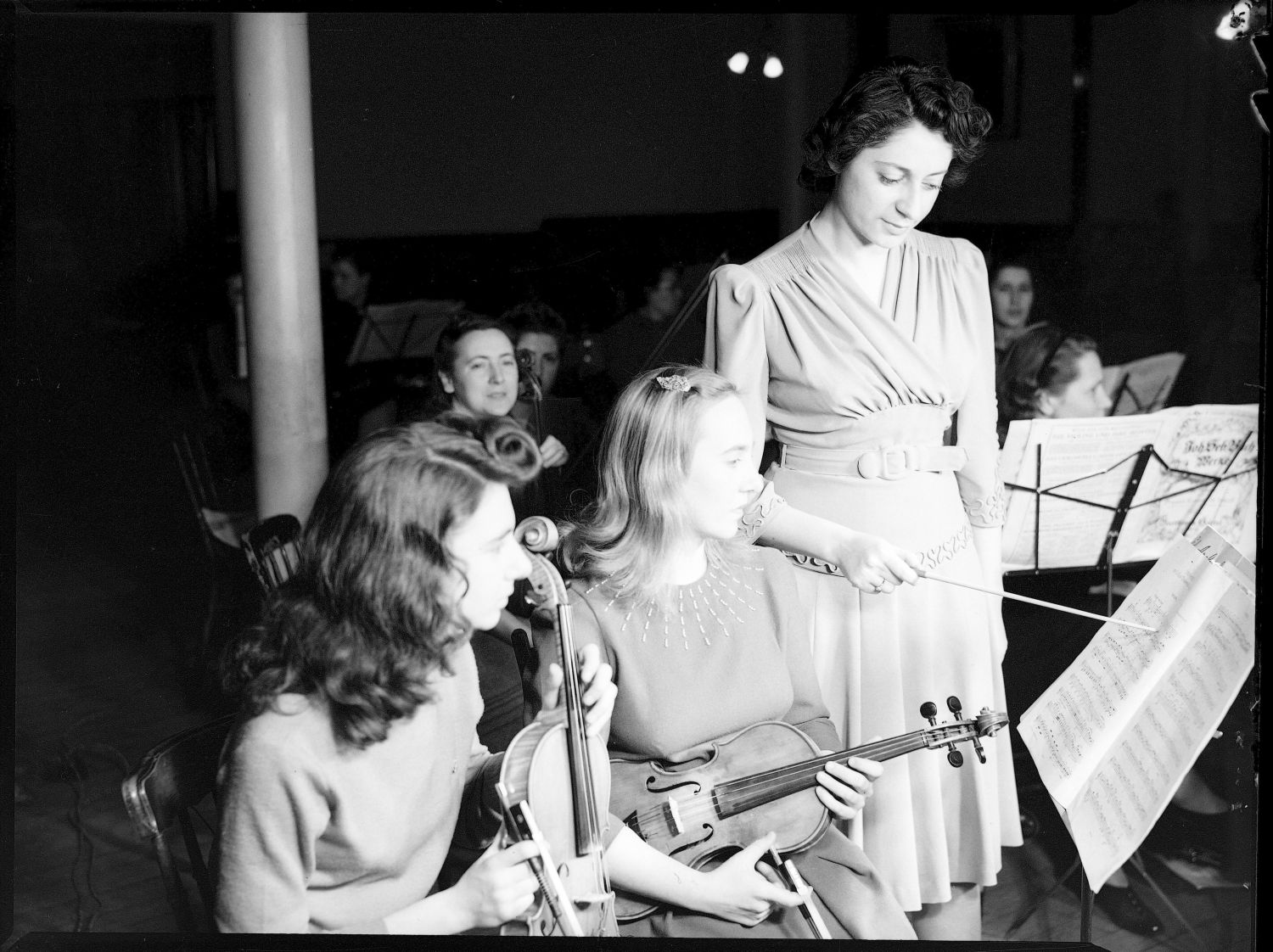
Ethel Stark donne des instructions à deux violonistes en 1942

Dans les années 1930, le violoncelle ou la trompette sont des instruments jugés "masculins"[réf. nécessaire]. La création d'un orchestre est alors un moyen de s'émanciper des normes sociales et d'exercer sa passion. En 1940, Ethel Stark fonde avec Madge Bowen la Symphonie féminine de Montréal. Il s'agit du premier orchestre symphonique féminin créé au Canada. Ce fut également le premier orchestre féminin à se produire à la salle Carnegie Hall en 1947,. Elle dirigea cet orchestre jusqu'à la fin des années 1960, pendant plus de 28 ans. 
De 1952 à 1963, elle enseigne au Conservatoire de musique du Québec à Montréal. Elle est morte à Montréal le 16 février 2012 à 101 ans.

## Distinctions et honneurs
- 1979 - Membre de l'Ordre du Canada
- 2003 - Grand officier de l'Ordre national du Québec

- Depuis juin 2016, le parc Claude-Jutra est devenu parc Ethel-Stark[10]. Il se trouve à l'angle des rues Prince-Arthur Ouest et Clark dans l'arrondissement du Plateau-Mont-Royal[11].